# Flash-Airlines-Flug 604
Flash-Airlines-Flug 604 war ein Flug der ehemaligen ägyptischen Charterfluggesellschaft Flash Airlines, der vom Flughafen Scharm asch-Schaich über Kairo nach Paris führen sollte. Kurz nach dem Start stürzte die Maschine am 3. Januar 2004 ins Rote Meer, wobei alle 148 Menschen, die meisten davon französische Staatsbürger, starben.

## Flugzeug
Bei dem am 9. Oktober 1992 ausgelieferten Flugzeug handelte es sich um eine Boeing 737-3Q8 mit dem Kennzeichen SU-ZCF, welche zum Absturzzeitpunkt etwa 25.603 Betriebsstunden geleistet hatte. Bereits bei früheren Inspektionen waren massive Mängel festgestellt worden. Nach einer unangekündigten Kontrolle durch die Schweizer Luftaufsicht im Jahr 2002, welche zahlreiche Probleme konstatierte, wurde Flash Airlines mit Start- und Landeverboten in der Schweiz, Polen und Norwegen und – nach dem Unfall – auch in Frankreich belegt. Zu den Mängeln zählten unter anderem fehlende Sauerstoffmasken im Cockpit, zu wenig Sauerstoffflaschen und defekte Cockpitinstrumente.

## Ablauf
Die Boeing startete um 4:44 Uhr auf Startbahn 22R von Scharm asch-Schaich via Kairo Richtung Paris. Dafür musste das Flugzeug eine Linkskurve fliegen. Die Maschine zog jedoch plötzlich in die entgegengesetzte Richtung, eine Korrektur des Autopiloten sowie der Schubkraft brachten keine Abhilfe. Das Flugzeug zog in eine steile Rechtslage und verlor an Höhe. Zwar konnten die Piloten die Maschine noch kurz vor dem Auftreffen auf dem Meer wieder ansatzweise unter Kontrolle bekommen, dies kam jedoch zu spät, so dass das Flugzeug kurz nach dem Ertönen einer Warnung des Ground Proximity Warning System mit etwa 770 km/h ins Meer stürzte, zerbrach und vom Radarschirm verschwand. Bei der am angebrochenen Morgen durchgeführten Rettungsaktion konnten auf Grund des starken Aufpralls keine Insassen mehr lebend gerettet werden. Zudem waren die Wrackteile am Grund auf sehr großem Raum verstreut.

## Besatzung
- Kapitän des Flugzeuges war der 53-jährige Khadr Abdullah, einer der erfahrensten Piloten Ägyptens; er flog zuerst Transport- und Kampfflugzeuge bei der Ägyptischen Luftwaffe und sammelte so über 7000 Flugstunden und galt als „Kriegsheld“. Außerdem arbeitete er als Fluglehrer, wodurch er zusätzliche 2000 Flugstunden erlangte, bevor er für Flash Airlines tätig wurde.

- Der Erste Offizier  Amr Al-Shaafei wurde 25 Jahre alt. Er war an diesem Tag im Cockpit Mentor für den neuen Piloten Ashraf Abdelhamid. Während des Fluges hatte Shaafei fatalerweise Angst, Kapitän Abdullah auf die Rechtskurve hinzuweisen, weil dieser sich vorher über ihn lustig gemacht hatte.

## Ermittlungen
Die Ermittlungen gestalteten sich schwierig. Das Wrack mit der Blackbox befand sich in einem noch nicht erkundeten Teil des Roten Meeres, in dem es zusätzlich noch Haie gab, die ein Tauchen von Menschen unmöglich machten. Erst nach langer Überlegung vermutete man das Wrack und – insbesondere – die Blackbox mit dem Stimmenrekorder in einer Tiefe von über 1000 Metern. Aufgrund fehlender Karten bestand hierüber jedoch zunächst keine Sicherheit. Mit Hilfe von Tauchrobotern gelang es schließlich, die Geräte zu lokalisieren. Währenddessen bekannten sich Terroristen zu einem Anschlag, der aufgrund der neuen Anti-Kopftuch-Gesetzgebung in Frankreich stattgefunden haben solle; eine Verbindung wurde jedoch für nicht realistisch gehalten und die Ermittlungen fortgeführt. Bei der Absturzstelle fanden die Ermittler neben Wrackteilen und Gegenständen aus Koffern auch Zettel und Karten, die von Passagieren vor dem Aufprall geschrieben worden waren. Hierdurch wurde deutlich, dass schon einige Zeit vor dem Aufprall Klarheit über die Lage an Bord herrschte. Ein Angehöriger eines der Opfer berichtete außerdem von einer Nachricht auf seinem Anrufbeantworter, die mit einem Schrei endete, was jedoch äußerst unwahrscheinlich ist, da ein Mobilfunkempfang nahezu unmöglich gewesen sein dürfte.
Die Blackbox mit dem Stimmenrekorder wurde zwei Wochen nach dem Unfall von einem französischen Schiff geborgen. Das National Transportation Safety Board (NTSB) und das französische Bureau d’Enquêtes et d’Analyses pour la sécurité de l’aviation civile (BEA) bemängelten eine unzureichende Schulung der beiden Piloten. Es gab keine Kopien der Wartungsbücher, die absolute Pflicht in der Luftfahrt sind. Mit dem Flugzeug verschwanden die wichtigen Originale.
Es wird davon ausgegangen, dass der Kapitän die Linkskurve zu früh begonnen und beendet hat, er flog ohne Autopilot. Durch eine Desorientierung in der mondlosen Nacht, in der kein Horizont oder andere visuelle Referenzpunkte zu erkennen waren, flog er eine Rechtskurve, ohne es zu erkennen. Als mögliche technische Fehler wurden eine falsche Trimmung der Querruder oder bei der Ansteuerung der Störklappen der rechten Tragfläche erörtert, welche das Rollen nach rechts verursacht haben könnte. Der Erste Offizier erkannte vermutlich die falsche Fluglage, informierte den Kapitän aber nur verzögert. Die Cockpitbesatzung war nicht in Crew Resource Management geschult, da dies damals in Ägypten nicht vorgeschrieben war, daher arbeitete die Besatzung nicht optimal zusammen und es wird auch Schuld bei der Airline gesehen. Die tatsächliche Unfallursache bleibt jedoch weiterhin ungeklärt.

## Folgen
Zwei Monate nach dem Absturz, dem zweiten Unfall der Airline, gab Flash Airlines den Flugdienst auf und verkaufte die verbliebene Boeing 737 an die Cayman Airways.
Der Absturz wurde in der Fernsehserie Mayday – Alarm im Cockpit verfilmt. Unter dem Titel „Absturz über dem Roten Meer“ wurde eine Rekonstruktion des Unfalls gezeigt.
Auf dem Friedhof Père-Lachaise erinnert ein Gedenkstein an die Opfer dieses Flugzeugabsturzes, ebenso ein Denkmal in Scharm asch-Schaich.